# 죽리초등학교 (강원)
죽리초등학교는 대한민국 강원특별자치도 양구군 국토정중앙면에 있는 초등학교인데 1939년에 개교되었다.

## 학교 연혁
- 1939.03.01 남죽간이학교 설립 인가
- 1955.04.01 죽리국민학교 개교
- 1982.02.20 병설유치원 설립 인가
- 1996.03.01 죽리초등학교로 명칭 변경
- 2009.02.12 제54회 졸업(총 2,770명)
- 2009.03.01 제23대 교장 황기종 부임
- 2010.02.11 제55회 졸업(총 2,782명)
- 2011.02.15 제56회 졸업(총 2,799명)
- 2011.03.01 제24대 교장 용환성 부임
- 2012.02.09 제57회 졸업(총 2,818명)
- 2013.02.07 제58회 졸업(총 2,829명)
- 2014.02.14 제59회 졸업(총 2,837명)

## 미디어
- SBS TV : 《TV 동물농장》 (2021년 7월 11일, 1029회)